# 特种部队 (2011年电影)
《特种部队》（法語：Forces spéciales）是一部2011年法国战争冒险电影，由斯特凡·雷博贾德执导，由黛安·克鲁格、吉蒙·豪苏、丹尼斯·梅诺切特、贝诺·马吉梅尔、梅赫迪·内布和切基·卡约主演，这部电影展示了一群法国海军精英突击队在中东地区执行绝望的人质营救任务。

## 剧情摘要
一名法国战地记者女记者Elsa（黛安·克鲁格 Diane Kruger 饰）和她的同事在阿富汗采访期间遭到塔利班绑架。塔利班将被捕获的Elsa相关视频放倒了网络上，并声称在规定时间内，她将在摄像机面前被处死，却全世界的人民都可以通过网络看到全过程。在Elsa被行刑之前，一支由特种部队成员组成的救援小组被法国军方派来营救她。面对着极其残暴的塔利班亡命之徒，救援小组不畏艰险在第一时间就救出了Elsa，却与总部失去联系，不得不开始一场更为险恶的保卫战。一场在塔利班追捕者和救援小组之间的拉锯逃亡战不可避免的展开了。塔利班设下各种陷阱，未将救援小组一网打尽，而救援小组只有一个目标：成功营救Elsa逃离此地。

## 外部連結
- 互联网电影数据库（IMDb）上《特种部队》的资料（英文）